# Антон Поволни
Антон Поволни (на немски: Anton Powolny) роден на 19 август 1899 г. във Виена е австрийски футболист, нападател.
Започва професионалната си кариера с отбора на Австрия Виена през 1916 г., където остава до 1921 г. След това преминава в редиците на Санкт Вейт, ШК Винер и АФ Винер, за да дойде 1924 г., когато Поволни е привлечен в Италия. Там се състезава за отбора на Реджана, с които записва 44 мача и отбелязва 25 гола, но въпреки това в края на 1926 г. отбора изпада в по-долната дивизия Серия Б. Поволни решава да остане в елитната Серия А и облича екипа на ФК Интер. С тях става гол-майстор на турнира през 1927 г., като отбелязва 22 гола в 27 мача. На следващата година заминава за Унгария, където играе за Атила Мишколц и по-късно за Сабариа, а накрая през 1929 г. се връща в Австрия и отново облича фланелката на ШК Винер, с които приключва кариерата си на футболист през 1931 г. След това до 1935 г. е треньор на чешкия Слован Либерец.